# Akodon neocenus
Akodon neocenus är en däggdjursart som beskrevs av Thomas 1919. Akodon neocenus ingår i släktet fältmöss, och familjen hamsterartade gnagare. IUCN kategoriserar arten globalt som otillräckligt studerad. Inga underarter finns listade i Catalogue of Life.
Denna fältmus förekommer i centrala Argentina. Arten vistas i buskskogar i låga bergstrakter.